# 春秋會要
《春秋會要》，原名《春秋三傳匯要》，清代姚彦渠撰，全书共四卷，目錄一卷，附校點說明一卷。
《春秋會要》记述了春秋时期諸多国家的典章制度、沿革情况。分為〈世系與后夫人妃〉和〈吉〉、〈兇〉、〈軍〉、〈賓〉、〈嘉〉五禮，共六門，九十八事。取材僅限於《春秋》經傳，其中卷一“世系與后夫人妃”是其最主要的特色。今人王贵民、杨志清擴大编著《春秋会要》三十六卷。

## 目錄
- 吉禮：天神地祇、宗廟祖先祭祀之禮。有郊、大雩、褅、烝尝、日月、星辰风云、社稷、五祀、四望山川、先农等。
- 兇禮：丧葬之禮。例如：周王崩葬、鲁公薨葬、水旱、饑饉、兵敗、寇亂等。
- 軍禮：君武之禮。例如：校阅、蒐狩、親征、遣將、受降、凱旋、大射、献捷、献俘等。
- 賓禮：迎賓接待之禮。例如：朝聘周王、王聘诸侯、锡命、公朝大国等。
- 嘉禮：喜慶之禮。例如：婚礼、冠礼、登基、冊封、婚冠、宴樂、頒詔、庆贺、宾射等。